# ادوین دریک
اِدوین دِریک (۲۹ مارس ۱۸۱۹ – ۹ نوامبر ۱۸۸۰) یک مخترع اهل ایالات متحده آمریکا بود. او نخستین آمریکایی بود که موفق به حفاری برای نفت شد.
ادوین سال ۱۸۱۹ در گرینویل نیویورک متولد شد. او اعتقاد داشت که حفاری بهترین روش برای بدست آوردن نفت خام از زمین است. او شرکت Seneca Oil را تأسیس کرد و در ۲۷ اوت ۱۸۵۹، بدنبال حفاری در غرب پنسیلوانیا از عمق ۲۱ متری زیر زمین نفت استخراج کرد.